# Pezuela de las Torres
Pezuela de las Torres er en by og kommune i det centrale Spanien i Madrid-regionen. Den har et indbyggertal på 989 (2024) indbyggere.